# Apodemus hyrcanicus
Apodemus hyrcanicus (Аподемус гирканський) — вид роду Apodemus (Sylvaemus).

## Середовище проживання
Країни проживання: Азербайджан, Іран. Висотний діапазон від рівня моря до бл. 2 000 м. Населяє низькогірські широколисті ліси, а також низовини навколо південних кордонів Каспійського моря.

## Загрози та охорона
Пояс низовин вздовж південного Каспію був знеліснений задля сільського господарства, близько 50% лісового покриву було знищено в останні 30 років.